# São João do Manhuaçu
São João do Manhuaçu is een gemeente in de Braziliaanse deelstaat Minas Gerais. De gemeente telt 13.881 inwoners (schatting 2009).

## Aangrenzende gemeenten
De gemeente grenst aan Divino, Luisburgo, Manhuaçu, Matipó, Orizânia en Santa Margarida.